# Estreux
Estreux és un municipi francès, situat a la regió dels Alts de França, al departament del Nord. L'any 2006 tenia 925 habitants. Limita al nord amb Onnaing, al nord-est amb Rombies-et-Marchipont, a l'est amb Sebourg, al sud amb Curgies, al sud-oest amb Saultain, a l'oest amb Marly i al nord-oest amb Saint-Saulve

## Demografia
| 1962                                       | 1968 | 1975 | 1982 | 1990 | 1999 | 2006 |
| ------------------------------------------ | ---- | ---- | ---- | ---- | ---- | ---- |
| 516                                        | 586  | 751  | 868  | 816  | 859  | 925  |
| Des de 1962: població sense dobles comptes |      |      |      |      |      |      |

## Administració
| Període | Identitat         | Partit |
| ------- | ----------------- | ------ |
| 2001-   | Maurice Hennebert | UMP    |